# Contrast
| Recensione   | Giudizio |
| ------------ | -------- |
| BBC Music    | Positivo |
| Digital Spy  |          |
| The Guardian | Positivo |

Contrast è il primo album del cantante inglese Conor Maynard, pubblicato nel 2012 dalla Parlophone.

## Tracce
1. Animal – 3:16
2. Turn Around (feat. Ne-Yo) – 3:52
3. Vegas Girl – 2:49
4. Can't Say No – 3:14
5. Lift Off (feat. Pharrell) – 2:59
6. Mary Go Round – 3:09
7. Take Off – 3:36
8. Better Than You (feat. Rita Ora) – 3:13
9. Another One – 3:12
10. Pictures – 4:09
11. Glass Girl – 4:31
12. Just in Case – 3:17

Bonus track iTunes
1. Headphones (feat. Anth) (Mixato da James F Reynolds) – 3:19 (Maynard, Abrahams, Astasio, Shave, Nilsson, Rami Afuni, Anthony Melo) – The Invisible Men, Rami Afuni
2. Drowning – 3:18 (Christian Kalla, Christopher Jackson) – Crada
3. Can't Say No (video musicale) – 3:14
4. Vegas Girl (video musicale) – 3:39
5. Conorcles: The Journey So Far (video) – 7:23

## Classifiche
| Classifiche (2012) | Posizione massima |
| ------------------ | ----------------- |
| Australia          | 48                |
| Austria            | 72                |
| Belgio (Fiandre)   | 34                |
| Belgio (Vallonia)  | 176               |
| Danimarca          | 37                |
| Paesi Bassi        | 73                |
| Germania           | 69                |
| Irlanda            | 10                |
| Italia             | 15                |
| Giappone           | 130               |
| Nuova Zelanda      | 27                |
| Svizzera           | 40                |
| Regno Unito        | 1                 |
| Stati Uniti        | 34                |

## Date di pubblicazione
| Nazione     | Data              | Formato               | Etichetta  |
| ----------- | ----------------- | --------------------- | ---------- |
| Germania    | 27 luglio 2012    | CD, download digitale | EMI        |
| Polonia     | 30 luglio 2012    | CD, download digitale | EMI        |
| Regno Unito | 30 luglio 2012    | CD, download digitale | Parlophone |
| Filippine   | 3 agosto 2012     | CD, download digitale | PolyEast   |
| Italia      | 18 settembre 2012 | CD, download digitale | Capitol    |
| Australia   | 21 settembre 2012 | CD, download digitale | EMI        |
| Stati Uniti | 16 ottobre 2012   | CD, download digitale | EMI        |